# Cymbidium goeringii
Благородна орхідея (Cymbidium goeringii) — рослина родини орхідних (Orchidaceae), поширена в помірних регіонах Східної Азії, таких як Японія, Китай, Тайвань і Південна Корея. Номенклатурний тип зібрано в Японії.